# South San Francisco
South San Francisco ist eine Stadt im San Mateo County im US-Bundesstaat Kalifornien mit 66.105 Einwohnern (Stand: 2020).
Die Stadt stellt eine principal city der Metropolitan Statistical Area San Francisco–Oakland–Fremont dar, die wiederum Teil der San Francisco Bay Area ist. Das Stadtgebiet hat eine Größe von 77,0 km².
Auffällig ist der in Betonlettern auf dem „Sign Hill“ in der Nähe angebrachte weithin lesbare Schriftzug „SOUTH SAN FRANCISCO THE INDUSTRIAL CITY“.

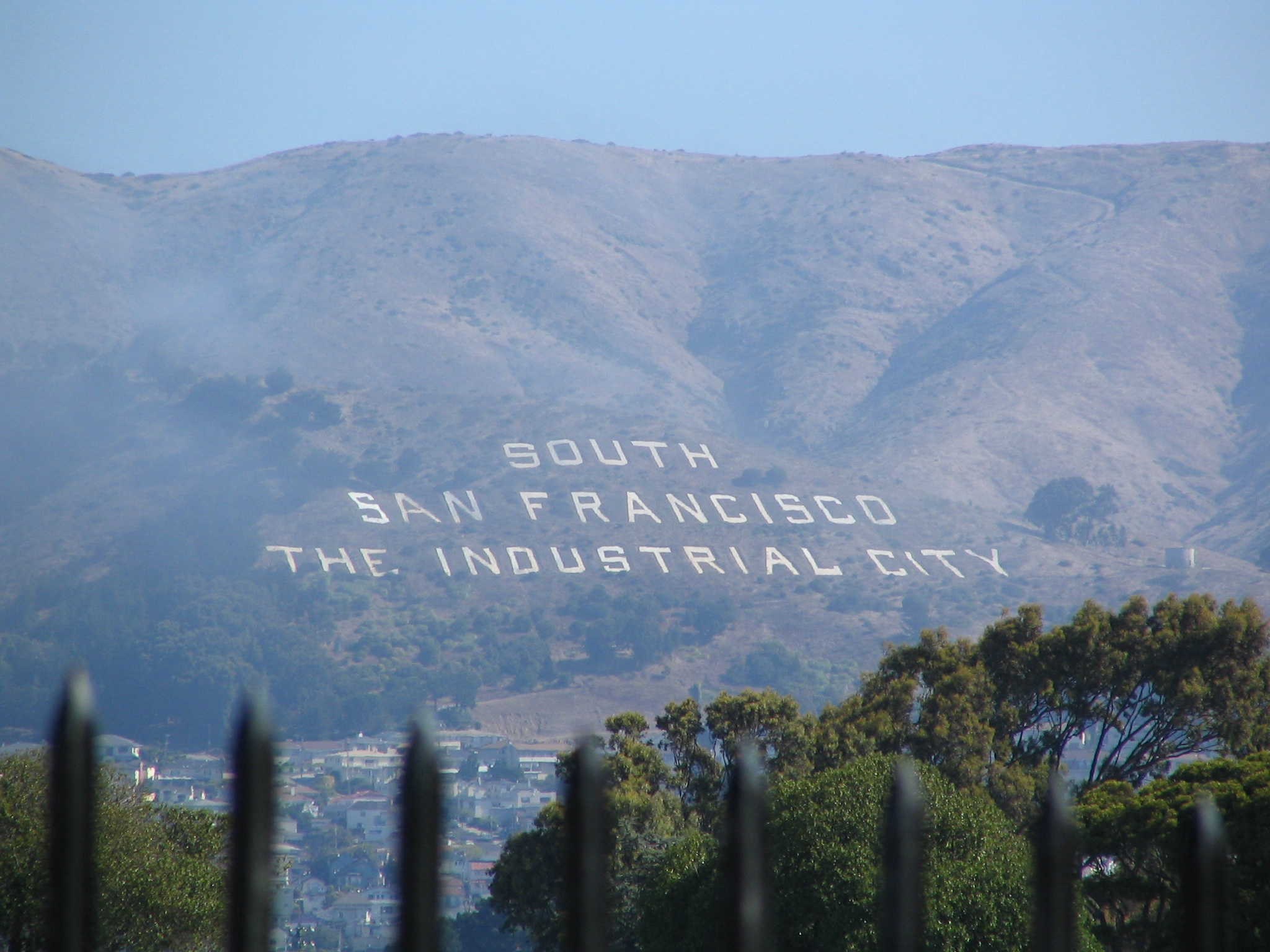
Blick auf den „Sign Hill“

## Politik

### Städtepartnerschaft
South San Francisco unterhält eine Partnerschaft mit Lucca in der Toskana, Italien.